# Иеремия Готхельф
А́льберт Би́циус, псевд.: Е́ремия Го́ттхельф (нем. Jeremias Gotthelf; 4 октября 1797[…], Муртен, Фрибур — 22 октября 1854[…], Лютцельфлю) — швейцарский народный писатель.

## Биография
Родился в семье сельского пастора. В 1812—1820 годах учился в Берне и Гёттингене. Принимал живое участие в общественной жизни своего кантона, до изменения конституции 1831 года состоял в рядах оппозиции против правящих фамилий бернской аристократии. Позже он решительно выступил противником господствовавшего радикализма. Литературная слава Альберта Бициуса (И. Готхельфа) основывается на его книгах для народа, длинный ряд которых он открыл своим «Bauernspiegel». Все его рассказы, имея своим сюжетом жизнь простого народа Бернского кантона, обнаруживают талант автора и здоровый юмор и стремятся поднять нравственные и экономические условия, в которых живет сельское население Бернского кантона.

## Сочинения
- Die schwarze Spinne, 1842
- Dursli der Branntweinsäufer, 1839
- Die Armennot, 1840
- Wie Anna Bäbi Jowäger haushaltet, 1843
- Der Geldstag, 1846

Посмертно было издано собрание его сочинений в 24 томах (Берлин, 1855—1858).